# Cyril William Bacon
Cyril William Bacon, britanski general, * 4. februar 1895, † 31. marec 1974.